# Vincenzo Picardi
Vincenzo Picardi (Nápoles, 20 de octubre de 1983) es un deportista italiano que compitió en boxeo.
Participó en dos Juegos Olímpicos de Verano, en los años 2008 y 2012, obteniendo una medalla de bronce en Pekín 2008, en el peso mosca.
Ganó una medalla de bronce en el Campeonato Mundial de Boxeo Aficionado de 2007 y dos medallas de bronce en el Campeonato Europeo de Boxeo Aficionado, en los años 2010 y 2011. En los Juegos Europeos de Bakú 2015 obtuvo una medalla de plata en el peso mosca.

## Palmarés internacional
| Juegos Olímpicos   | Juegos Olímpicos         | Juegos Olímpicos  | Juegos Olímpicos |
| Año                | Lugar                    | Medalla           | Categoría        |
| ------------------ | ------------------------ | ----------------- | ---------------- |
| 2008               | Pekín (China)            | Medalla de bronce | 51 kg            |
| Campeonato Mundial |                          |                   |                  |
| Año                | Lugar                    | Medalla           | Categoría        |
| 2007               | Chicago (Estados Unidos) | Medalla de bronce | 51 kg            |
| Juegos Europeos    |                          |                   |                  |
| Año                | Lugar                    | Medalla           | Categoría        |
| 2015               | Bakú (Azerbaiyán)        | Medalla de plata  | 52 kg            |
| Campeonato Europeo |                          |                   |                  |
| Año                | Lugar                    | Medalla           | Categoría        |
| 2010               | Moscú (Rusia)            | Medalla de bronce | 51 kg            |
| 2011               | Ankara (Turquía)         | Medalla de bronce | 52 kg            |